# Оскар Прусський (1959)
Принц Оскар Міхаель Ганс Карл Прусський (нім. Oskar Michael Hans Karl Prinz von Preußen; 6 травня 1959, Бонн) — німецький медіа-менеджер, 37-й магістр бранденбурзького ордену Святого Йоанна.

## Біографія
Представник прусського королівського дому Гогенцоллернів. Молодший син принца Вільгельма Карла Прусського (1922–2007) та його дружини Армгард, уродженої фон Фельтгайм (1926–2019). У нього є старший брат Вільгельм Карл-молодший та старша сестра Доната-Вікторія.
Принц Оскар отримав ступінь доктора філософії у Вільному університеті Берліна в 1995 році. Як керуючий директор Discovery Channel Betriebs GmbH Germany, він відповідав за створення всесвітньо успішного бренду документальних фільмів Discovery у німецькомовних країнах. Він керував розвитком дитячого каналу ARD/ZDF як один із засновників. Під егідою Burda New Media він відповідав за створення численних європейських спільних підприємств у секторі нових медіа. У період після возз'єднання Німеччини (1990) він заснував приватні радіостанції в нових федеральних землях для AVE Radioholding (видавничої групи Георга фон Гольцбрінка) та став членом правління Інституту IBF.
У 1999 році принц ОСкар успадкував від свого батька посаду великого магістра бранденбурзького бальяжу Ордена Святого Йоанна, німецької гілки ордену. Великий пріор ордену Святого Йоанна у Співдружності націй британський принц Річард, 2-й герцог Глостерський, земський командор Ордену Святого Йоанна у Нідерландах принц Бернард (1911–2004), та Верховний покровитель Шведського Ордену Святого Йоанна король Карл XVI Густав є його далекими родичами.

## Сім'я
З 3 жовтня 1992 року одружений з Августою Циммерманн фон Зіфарт (16 травня 1962, Амстердам), дочкою менеджера Ральфа Циммерманна фон Зіфарта. У пари троє дітей.

## Нагороди
- Орден Заслуг (Угорщина), командорський хрест із зіркою (травень 2018)[3]